# Bogdan Jurkovšek
Bogdan Jurkovšek, slovenski geolog, * 7. september 1952, Celje.
Diplomiral je 1976 in doktoriral 1981 na Fakulteti za naravoslovje in tehnologijo v Ljubljani. Leta 1976 se je zaposlil na Geološkem zavodu Slovenije v Ljubljani, 1999 pa postal višji znanstveni svetnik. V raziskovalnem delu se je posvetil raziskavam na področjih regionalne geologije,  paleontologije in stratigrafije. Opisal je več novih fosilnih vrst in rodov. Med drugim je s Teo Kolar-Jurkovšek napisal knjigi Fosili v Sloveniji in Karbonski gozd. S Teo Kolar-Jurkovšek je tudi soavtor paleontološke zbirke, ki je med najpomembnejšimi fondi fosilov v Sloveniji. Sam ali s sodelavci je objavil več znanstvenih in strokovnih člankov v domači in tuji strokovni literaturi. V slovenskem knjižničnem informacijskem sistemu COBISS obsega njegova bibliografija 371 zapisov. Leta 2016 je prejel Lipoldovo medaljo Geološkega zavoda Slovenije.

## Izbrana bibliografija
- Karbonska flora posavskih gub (COBISS)
- Karnijske plasti s školjkami južno od Rovt (COBISS)
- Geološka karta severnega dela Tržaško-komenske planote 1:25.000  (COBISS)
- Fosili južnega dela Krasa, priče dogodkov na Dinarski karbonatni plošči v kredi in paleogenu (COBISS)
- Fosili v Sloveniji (COBISS)
- Karbonski gozd : karbonske plasti z rastlinskimi fosili pri Ljubljani (COBISS)